# Paracetamollen
Paracetamollen is een lied van de Nederlandse zanger Flemming. Het nummer werd uitgebracht in december 2022 en staat als eerste track op een titelloos album van de zanger. Het nummer stond 21 weken in de Nederlandse Top 40 met als piekpositie de derde plek. In de Single Top 100 kwam het tot de vijfde plaats en was het 38 weken te vinden. Het werd bij Qmusic benoemd tot Alarmschijf. De single heeft in Nederland de platina status.

## Hitnoteringen

### Nederlandse Top 40
| Hitnotering: 24-12-2022 t/m 13-05-2023 | Hitnotering: 24-12-2022 t/m 13-05-2023 | Hitnotering: 24-12-2022 t/m 13-05-2023 | Hitnotering: 24-12-2022 t/m 13-05-2023 | Hitnotering: 24-12-2022 t/m 13-05-2023 | Hitnotering: 24-12-2022 t/m 13-05-2023 | Hitnotering: 24-12-2022 t/m 13-05-2023 | Hitnotering: 24-12-2022 t/m 13-05-2023 | Hitnotering: 24-12-2022 t/m 13-05-2023 | Hitnotering: 24-12-2022 t/m 13-05-2023 | Hitnotering: 24-12-2022 t/m 13-05-2023 | Hitnotering: 24-12-2022 t/m 13-05-2023 | Hitnotering: 24-12-2022 t/m 13-05-2023 | Hitnotering: 24-12-2022 t/m 13-05-2023 | Hitnotering: 24-12-2022 t/m 13-05-2023 | Hitnotering: 24-12-2022 t/m 13-05-2023 | Hitnotering: 24-12-2022 t/m 13-05-2023 | Hitnotering: 24-12-2022 t/m 13-05-2023 | Hitnotering: 24-12-2022 t/m 13-05-2023 | Hitnotering: 24-12-2022 t/m 13-05-2023 | Hitnotering: 24-12-2022 t/m 13-05-2023 | Hitnotering: 24-12-2022 t/m 13-05-2023 | Hitnotering: 24-12-2022 t/m 13-05-2023 |
| Week:                                  | 1                                      | 2                                      | 3                                      | 4                                      | 5                                      | 6                                      | 7                                      | 8                                      | 9                                      | 10                                     | 11                                     | 12                                     | 13                                     | 14                                     | 15                                     | 16                                     | 17                                     | 18                                     | 19                                     | 20                                     | 21                                     |                                        |
| -------------------------------------- | -------------------------------------- | -------------------------------------- | -------------------------------------- | -------------------------------------- | -------------------------------------- | -------------------------------------- | -------------------------------------- | -------------------------------------- | -------------------------------------- | -------------------------------------- | -------------------------------------- | -------------------------------------- | -------------------------------------- | -------------------------------------- | -------------------------------------- | -------------------------------------- | -------------------------------------- | -------------------------------------- | -------------------------------------- | -------------------------------------- | -------------------------------------- | -------------------------------------- |
| Positie:                               | 25                                     | 8                                      | 5                                      | 4                                      | 3                                      | 4                                      | 4                                      | 5                                      | 6                                      | 6                                      | 5                                      | 5                                      | 5                                      | 7                                      | 11                                     | 18                                     | 23                                     | 29                                     | 35                                     | 36                                     | 37                                     | uit                                    |

### NederlandseSingle Top 100
| Hitnotering: 24-12-2022 tot heden | Hitnotering: 24-12-2022 tot heden | Hitnotering: 24-12-2022 tot heden | Hitnotering: 24-12-2022 tot heden | Hitnotering: 24-12-2022 tot heden | Hitnotering: 24-12-2022 tot heden | Hitnotering: 24-12-2022 tot heden | Hitnotering: 24-12-2022 tot heden | Hitnotering: 24-12-2022 tot heden | Hitnotering: 24-12-2022 tot heden | Hitnotering: 24-12-2022 tot heden | Hitnotering: 24-12-2022 tot heden | Hitnotering: 24-12-2022 tot heden | Hitnotering: 24-12-2022 tot heden | Hitnotering: 24-12-2022 tot heden | Hitnotering: 24-12-2022 tot heden | Hitnotering: 24-12-2022 tot heden | Hitnotering: 24-12-2022 tot heden | Hitnotering: 24-12-2022 tot heden | Hitnotering: 24-12-2022 tot heden | Hitnotering: 24-12-2022 tot heden |
| Week:                             | 1                                 | 2                                 | 3                                 | 4                                 | 5                                 | 6                                 | 7                                 | 8                                 | 9                                 | 10                                | 11                                | 12                                | 13                                | 14                                | 15                                | 16                                | 17                                | 18                                | 19                                | 20                                |
| --------------------------------- | --------------------------------- | --------------------------------- | --------------------------------- | --------------------------------- | --------------------------------- | --------------------------------- | --------------------------------- | --------------------------------- | --------------------------------- | --------------------------------- | --------------------------------- | --------------------------------- | --------------------------------- | --------------------------------- | --------------------------------- | --------------------------------- | --------------------------------- | --------------------------------- | --------------------------------- | --------------------------------- |
| Positie:                          | 44                                | 48                                | 14                                | 7                                 | 7                                 | 8                                 | 7                                 | 5                                 | 6                                 | 7                                 | 6                                 | 8                                 | 8                                 | 9                                 | 10                                | 11                                | 13                                | 14                                | 14                                | 18                                |
| Week:                             | 21                                | 22                                | 23                                | 24                                | 25                                | 26                                | 27                                | 28                                | 29                                | 30                                |                                   |                                   |                                   |                                   |                                   |                                   |                                   |                                   |                                   |                                   |
| Positie:                          | 24                                | 27                                | 45                                | 50                                | 75                                | 88                                | 83                                | 83                                | 73                                | 82                                |                                   |                                   |                                   |                                   |                                   |                                   |                                   |                                   |                                   |                                   |

### NPO Radio 2 Top 2000
| Nummer met noteringen in de NPO Radio 2 Top 2000 | '23  | '24  |
| ------------------------------------------------ | ---- | ---- |
| Paracetamollen                                   | 1514 | 1899 |

1. ↑  Een vetgedrukt getal geeft de hoogste notering aan.
2. ↑  2023 was het eerste jaar met een notering voor dit nummer.